# Spring Valley (Illinois)
Pour les articles homonymes, voir Spring Valley.
Spring Valley est une petite ville du comté de Bureau dans l'Illinois aux États-Unis. Elle est incorporée le 15 mars 1886.

## Démographie
Lors du recensement de 2010, la ville comptait une population de 5 558 habitants. Elle est estimée, en 2016, à 5 262 habitants.

## Histoire
Le 13 novembre 1909, à la suite de l'incendie d'un puits de mine,  entre 259 et 400 personnes ont trouvé la mort. C'est l'une des pires catastrophes minières aux États-Unis.